# والخسی
والخسی (به آلمانی: Walchsee) یک منطقهٔ مسکونی در اتریش است که در ناحیه کوفستاین واقع شده‌است. والخسی ۳۹٫۲۴ کیلومتر مربع مساحت دارد ۶۵۸ متر بالاتر از سطح دریا واقع شده‌است.